# Lezay
Lezay ist eine französische Gemeinde im Département Deux-Sèvres in der Region Nouvelle-Aquitaine mit einer Fläche von 4563 Hektar und 2013 Einwohnern (Stand 1. Januar 2022). Lezay gehört zum Kanton Celles-sur-Belle.

## Geografie

### Geografische Lage
Lezay befindet sich etwa 380 km südlich von Paris und 120 km östlich von La Rochelle nahe dem Nullmeridian. Die Höhenlage beträgt 124 m.

## Geschichte
Der Ort wurde erstmals im 11. Jahrhundert erwähnt und war ursprünglich ein Lehen der Lusignans.

### Einwohnerentwicklung
| 1962 | 1968 | 1975 | 1982 | 1990 | 1999 | 2007 | 2015 |
| ---- | ---- | ---- | ---- | ---- | ---- | ---- | ---- |
| 2144 | 2132 | 2122 | 2146 | 2295 | 2092 | 2045 | 2058 |

## Politik

### Städtepartnerschaften
Zwischen Lezay und der deutschen Gemeinde Barver besteht offiziell seit dem 26. August 1973 eine Partnerschaft. Diese wird im jährlichen Rhythmus in Form von gegenseitigen Besuchen intensiv gepflegt.

## Sehenswürdigkeiten
Sehenswert ist die Burgruine (12. Jahrhundert), die im 18. Jahrhundert als Steinbruch zur Beschaffung des Materials für den Bau des Château du Marais (18. Jahrhundert) diente, sowie das Château de Grandehamp (17. Jahrhundert).

## Wirtschaft und Infrastruktur
Haupterwerbsquellen sind Ackerbau und Viehzucht, die Produktion von Schafskäse und, in geringerem Umfang, der Fremdenverkehr. Angeboten werden Campingplatz sowie Ferien und Camping auf dem Bauernhof. Anziehungspunkt der Feriengäste ist das Pferdegestüt Haras de la Dive.